# Archidiecezja Huambo
Archidiecezja Huambo – archidiecezja rzymskokatolicka w Angoli. Powstała w 1940 jako diecezja Nova Lisboa. W 1977 podniesiona do rangi archidiecezji i otrzymała obecną nazwę.

## Biskupi diecezjalni
- Biskupi  Nova Lisboa 
  - Bp Daniel Gomes Junqueira, CSSp (1941 – 1970)
  - Bp Américo Henriques (1970 – 1976)
- Metropolici Huambo 
  - Abp Manuel Franklin da Costa (1977 – 1986)
  - Abp Francisco Viti (1986 –  2003)
  - Abp José de Queirós Alves, CSsR 2004-2018)
  - Abp Zeferino Zeca Martins (od 2018)